# ブルーノ・ゴルニッシュ
ブルーノ・ゴルニッシュ（Bruno Gollnisch、1950年1月28日 -  ）は、フランスの法学者、弁護士、政治家。国民連合全国代表（No2の地位）。学者としては東アジア諸国の法、特に日本法を専門とし、日本語と日本文化論の教授も務めた。
欧州議会議員、EU院内会派アイデンティティ・伝統・国家主権共同代表、ローヌ＝アルプ地域圏議会議員、リヨン市議会議員を歴任。ホロコースト懐疑論など物議を醸す言説の持ち主とされる。

## 来歴・人物

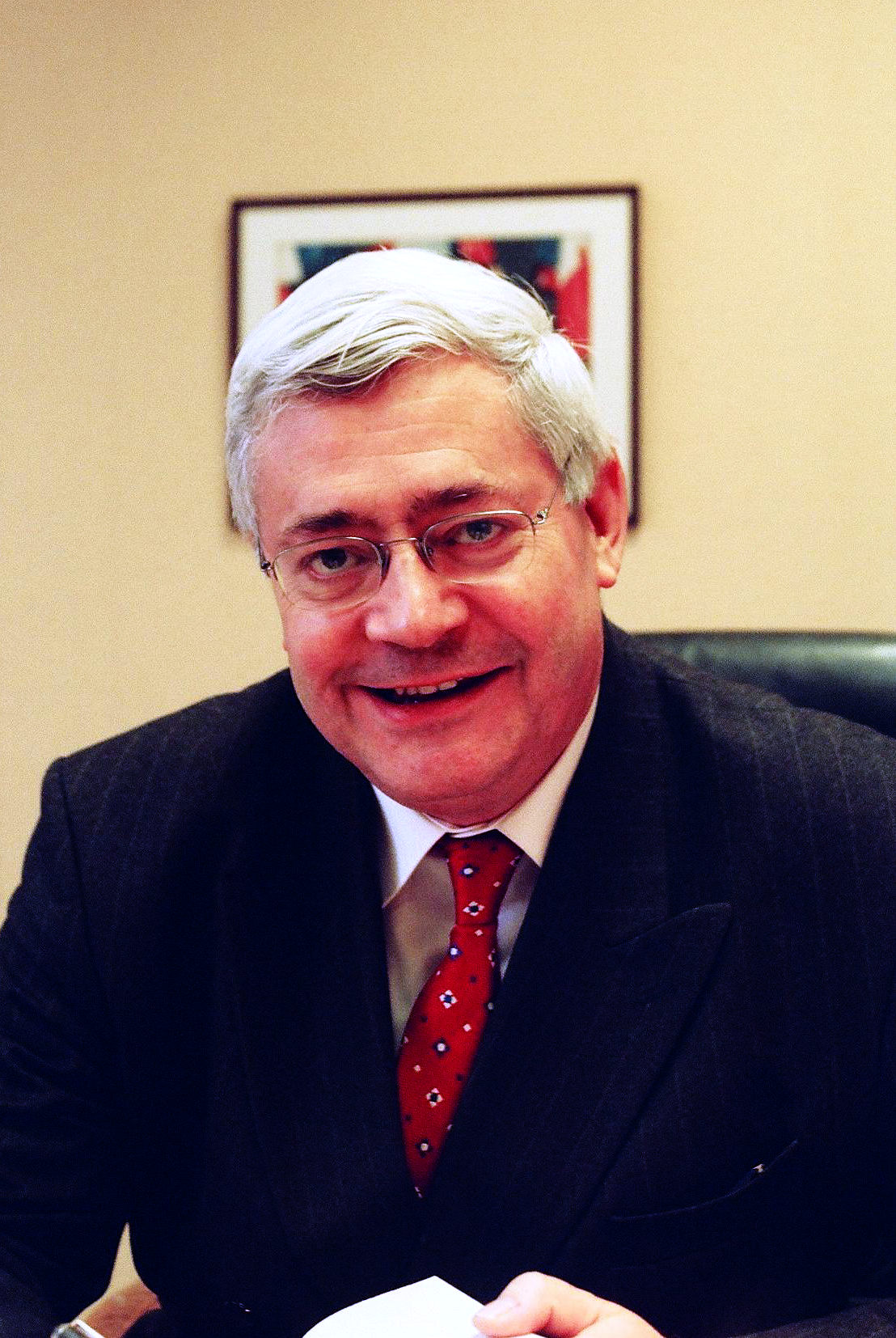
ブルーノ・ゴルニッシュ、2006年1月

1950年1月28日、ヌイイ＝シュル＝セーヌ生まれ。コレージュ・ジェルソン、リセ・クロード＝ベルナール、リセ・ジャンソン＝ド＝サイイを経て、バカロレア試験に合格し、ナンテール大学（パリ第10大学）に入学。当初は外交官を志望し、法学、政治学、北東アジアの諸言語を学んだ。大学在学中にジャン＝マリー・ルペンに出会う。
1971年、国立東洋言語文化学院（INALCO）より日本語、マレー語、インドネシア語の学位を取得。1973年、パリ政治学院（Science Po）より政治学の学位と公共法の修士号を取得。
また、1971年から1973年までフランス海軍に勤務し、フランス海軍予備役将校となっている。
1974年、京都大学法学部に助手として留学し、法哲学を中心に学ぶ。京都への留学中は、三畳一間のボロアパートに住み、銭湯に通ったという。また、『万葉集』『源氏物語』『平家物語』などの古典から三島由紀夫、川端康成、芥川龍之介まで日本文学を渉猟した。

フランス帰国後、1978年にパリ第2大学で法学博士の学位を取得。
1980年以降、パリの法曹協会で弁護士として登録し、法律顧問、弁護士として活動した。
メス大学法学部助教授を経て、1981年リヨン第三大学教授となり、日本語と日本文化論を教えた（現在は停職中）。

## 家族
- カトリック教徒。
- 妻は日本人。間に3人の子供がいる。

## 年譜

### 政治経歴
- 1986年3月から1988年6月まで国民議会議員を務めた。
- 1986年3月に初当選して以来、ローヌ＝アルプ地地域圏議会議員を務めている。
- 1989年6月18日に初当選して以来、欧州議会議員を務めている。
- 1995年3月に初当選して以来、リヨン市議会議員を務めている。

### 国民戦線内の経歴
- 1983年に国民戦線に入党。
- 1984年春に同党ローヌ県書記長に就く。
- 1986年に党中央委員会の委員に選出される。
- 1994年に副党首に就任する。
- 1996年10月に同党ナンバー3の全国書記に任命される。
- 1999年11月22日に同党ナンバー2の全国代表に就任する。ルペン党首との対立を激化させたブルーノ・メグレの後任人事である。

## ホロコーストに対する認識
2007年1月、ゴルニッシュはリヨン軽罪裁判所から1990年制定のゲソー法で禁止された人道に関する罪に対する論争の罪を問われ、執行猶予3か月の禁固刑と、罰金5万5000ユーロを宣告された。2004年10月11日、ゴルニッシュは以下の発言を行った。
今やまともな歴史家でニュルンベルク裁判の結論を全面的に認める者はいない。強制収容所があったことを私は疑問に付すものではないが、死者の数について歴史家が議論できてもいいはずだ。ガス室の存在についていえば、どういう判断をするかはそれぞれの歴史家の自由だ。
ゴルニッシュは、その後も発言を繰り返したが、ゴルニッシュのホロコースト否定とも取れる主張は、時期的にアウシュヴィッツ強制収容所解放60周年を間近に控えていたこともあり、センセーショナルなものとなった。リヨン大学の学長は、国民教育省に対してゴルニッシュを停職とする懲戒処分を検討していることを報告した。 
12月26日、リヨン大学学長はゴルニッシュを30日間の停職処分とすることを発表した。すでに12月2日には大学当局は、トラブルを防止するため大学構内にゴルニッシュが入ることを禁止した。もっともこの決定は、2005年1月14日に国務院（コンセイユデタ）によって取り消された。
同年2月2日、ゴルニッシュはリヨン第三大学における講座を再開した。しかし、今度は左翼およびユダヤ系学生によって教室への学生の入室が妨害しようとし、これに対抗して国民戦線側の学生は反対派と対峙し、乱闘騒ぎを起こし警官隊によって多くの学生が逮捕される始末であった。
2006年11月7日、裁判の冒頭、口頭弁論でゴルニッシュはナチスによるユダヤ人の組織的殺害の有無にかかわらず、ユダヤ人への迫害そのものが人道に対する犯罪であったことを認めるかどうか尋ねられ、そのとおりであると答えた。